# Ayenia mexicana
Ayenia mexicana là một loài thực vật có hoa trong họ Cẩm quỳ. Loài này được Turcz. mô tả khoa học đầu tiên năm 1863.